# Hamburger Sport-Verein (calcio femminile)
L'Hamburger Sport-Verein, o HSV, noto in italiano più semplicemente come Amburgo, è una squadra di calcio femminile tedesca, sezione dell'omonima società polisportiva con sede ad Amburgo.
Istituita nel 1970, la sezione comprende tre squadre femminili "senior" e quattro giovanili. Per la stagione 2020-2021 la prima squadra disputa la Regionalliga Nord, terzo livello del campionato tedesco femminile di calcio e la squadra riserve la Landesliga Hamburg (quinto livello). La squadra gioca gli incontri caasalinghi presso il Paul-Hauenschild-Anlage, impianto situato a Norderstedt.
Nella sua storia sportiva l'Amburgo ha preso parte complessivamente a undici campionati di Frauen-Bundesliga, nove di questi, dal 2003-2004 al 2011-2012, consecutivi. Ha inoltre conseguito buoni risultati anche in DFB-Pokal der Frauen, la Coppa di Germania di categoria, riuscendo a giungere a disputare una finale, quella della stagione 2001-2002, persa poi per 5-0 con l'1. FFC Francoforte, che in quell'occasione conquista la sua quarta Coppa.

## Colori e simboli

### Colori
I colori sociali dell'Amburgo sono il blu, il bianco e il nero; la maglia del club è però generalmente bianca, in cui compaiono ultimamente due bande verticali, una rossa e l'altra blu; in alcuni successi del passato è però rossa. Di questo colore sono invece solitamente i pantaloncini, mentre i calzettoni sono blu.

### Simboli ufficiali

#### Stemma
Il simbolo del club è una bandiera blu, che richiama la tradizione marinara della città; questa contiene un quadrato bianco ruotato, che a sua volta ne contiene uno nero e un altro sempre bianco.

#### Mascotte
La mascotte del club è Hermann, un dinosauro blu.

## Palmarès
- Campionato tedesco di seconda divisione: 4

1998-1999, 1999-2000, 2000-2001, 2002-2003 (Regionalliga Nord)

### Altri piazzamenti
- Coppa di Germania:

Finalista: 2001-2002